# Liste der Kulturgüter in Teuffenthal
Die Liste der Kulturgüter in Teuffenthal enthält alle Objekte in der Gemeinde Teuffenthal im Kanton Bern, die gemäss der Haager Konvention zum Schutz von Kulturgut bei bewaffneten Konflikten, dem Bundesgesetz vom 20. Juni 2014 über den Schutz der Kulturgüter bei bewaffneten Konflikten sowie der Verordnung vom 29. Oktober 2014 über den Schutz der Kulturgüter bei bewaffneten Konflikten unter Schutz stehen.
Es sind weder A-Objekte noch B-Objekte auf dem Gemeindegebiet ausgewiesen, Objekte der Kategorie C fehlen zurzeit (Stand: 18. April 2024). Unter übrige Baudenkmäler sind Objekte zu finden, die im Bauinventar des Kantons Bern als «schützenswert» verzeichnet sind.

## Übrige Baudenkmäler
Hinweis: Als Objekt-Identifikator (ID) wird die Grundstücksnummer verwendet.
| ID  | Foto |                 | Objekt                 | Typ | Standort                        | Beschreibung |
| --- | ---- | --------------- | ---------------------- | --- | ------------------------------- | ------------ |
| 57  | BW   | Datei hochladen | Bauernhaus (1843)      | G   | Dorfstrasse 24 620841 / 179661  |              |
| 80  | BW   | Datei hochladen | Speicher (1803)        | G   | Halten 17b 621259 / 180368      |              |
| 101 | BW   | Datei hochladen | Speicher (1807)        | G   | Lochgut 21b 620912 / 180260     |              |
| 108 | BW   | Datei hochladen | Bauernhaus (wohl 1780) | G   | Keistli 32 620525 / 179765      |              |
| 345 | BW   | Datei hochladen | Bauernhaus (1756)      | G   | Dorfstrasse 22 620933 / 179972  |              |
| 345 | BW   | Datei hochladen | Speicher (um 1800)     | G   | Dorfstrasse 22a 620938 / 179942 |              |
| 348 | BW   | Datei hochladen | Bauernhaus (1777)      | G   | Hodler 10 621574 / 180783       |              |

Hinweis zur Legende: Anstelle der KGS-Nummer wird als Objekt-Identifikator (ID) die Grundstücksnummer verwendet.